# Catedral (subte de Buenos Aires)
La estación Catedral es la cabecera este de la línea D de la red de subterráneos de la Ciudad de Buenos Aires. Se encuentra localizada debajo de la avenida Presidente Roque Sáenz Peña entre la calle San Martín y la peatonal Florida. La estación fue construida por la compañía española CHADOPyF e inaugurada el 3 de junio de 1937.
Posee una tipología subterránea con dos andenes laterales y dos vías. Posee un vestíbulo al nivel de las plataformas con los accesos en la calle mediante escaleras, escaleras mecánicas y ascensores y servicio de wifi público. 
Al final de esta se encuentra la Cochera Catedral que también sirve de enlace con la línea A.
Es posible realizar combinación con las estaciones Perú de la línea A y Bolívar de la línea E.

## Historia
Originalmente se denominaba Florida, y su nombre actual se debe a la Catedral Metropolitana de Buenos Aires que se encuentra en las cercanías.
En 1997 esta estación fue declarada monumento histórico nacional.

## Decoración
Como punto de partida del ciclo que compara la Argentina de la década de 1830 con la de 1930, y que recorre la sección inicial de esta línea; la estación Catedral posee dos murales de 15,5 x 1,8 metros de superficie basados en bocetos de Rodolfo Franco de 1936, y realizados por Cattaneo y Compañía en Buenos Aires, a diferencia de los murales de la anterior línea, construida también por la CHADOPyF, cuya temática y origen eran españoles. 
El primero de ellos está ubicado en el andén sur y muestra a la ciudad de Buenos Aires alrededor de 1830 y su sociedad: la ribera del Río de la Plata y una tertulia en la Alameda (hoy avenida Leandro N. Alem). En contraste, el mural del andén norte refleja la Buenos Aires cosmopolita de 1936: los subterráneos, los automóviles, la edificación moderna (Edificio Kavanagh) y la estación Retiro y plaza San Martín.
En 2014 se pintó la bóveda de la estación con un «cielo».

## Hitos urbanos
Se encuentran en las cercanías de esta:
- Plaza de Mayo
- Palacio Municipal de la Ciudad de Buenos Aires
- Cabildo de Buenos Aires
- Pasaje Roverano
- Edificio La Prensa
- Palacio de la Legislatura de la Ciudad de Buenos Aires
  - Biblioteca Esteban Echeverría
- Nogaró Hotel
- Catedral metropolitana de Buenos Aires
- Manzana de las Luces
- Consulados y embajadas de Chile, Armenia, Bélgica, Lituania e Israel
- Fiscalía General Adjunta
- Colegio Nacional de Buenos Aires
- Iglesia de San Ignacio
- Basílica de San Francisco
- Centro de Formación Profesional N.º 10 y N.º 21
- Instituto de Investigación en Etnomusicología
- Instituto Nacional de Estadística y Censos (INDEC)
- Buenos Aires Museo
- El Bar notable London City
- Casa Central del Banco de la Nación Argentina
- Casa central del Banco Supervielle
- Casa Matriz del Banco Francés

## Imágenes

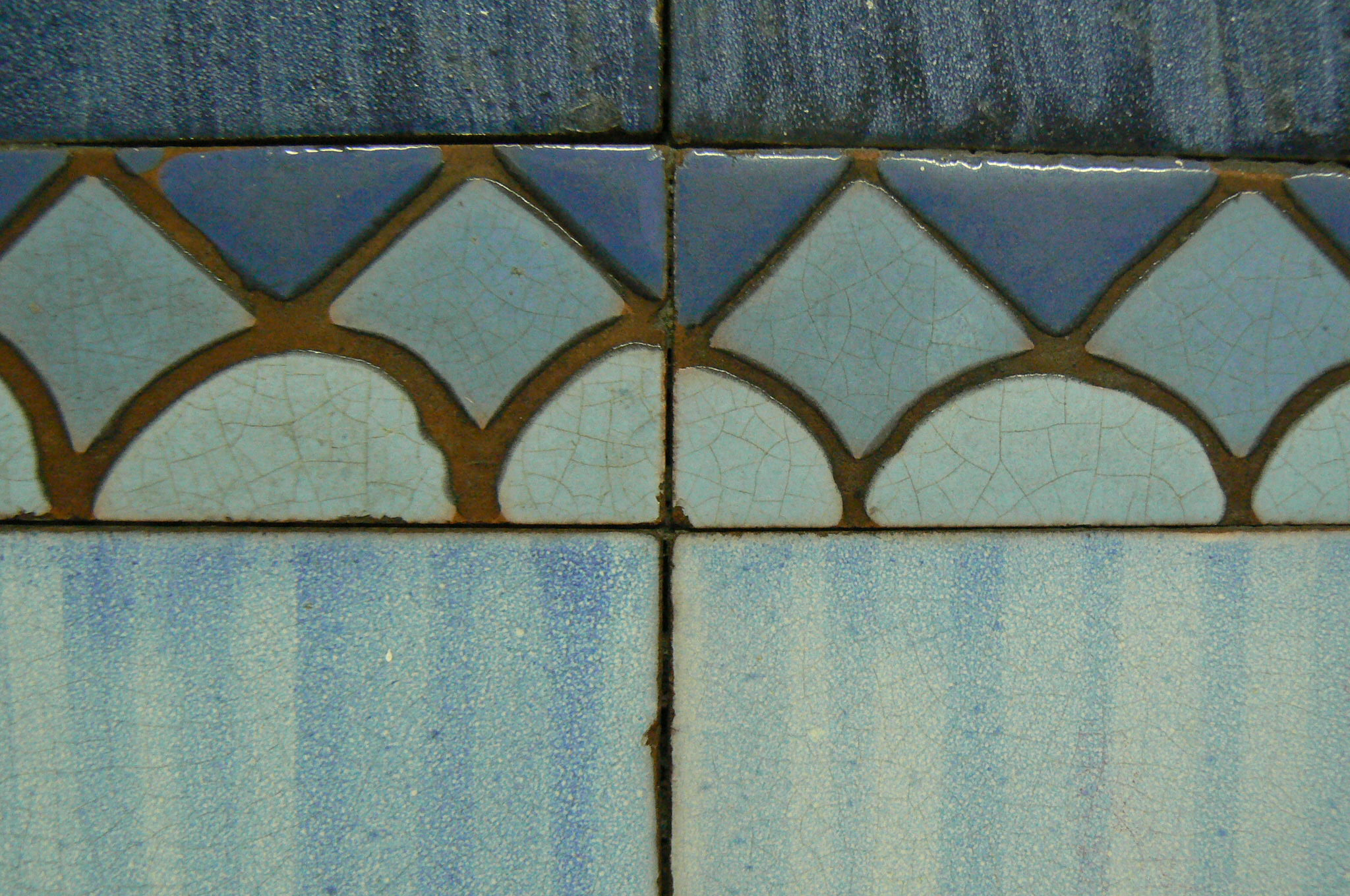
Detalle de las mayólicas.
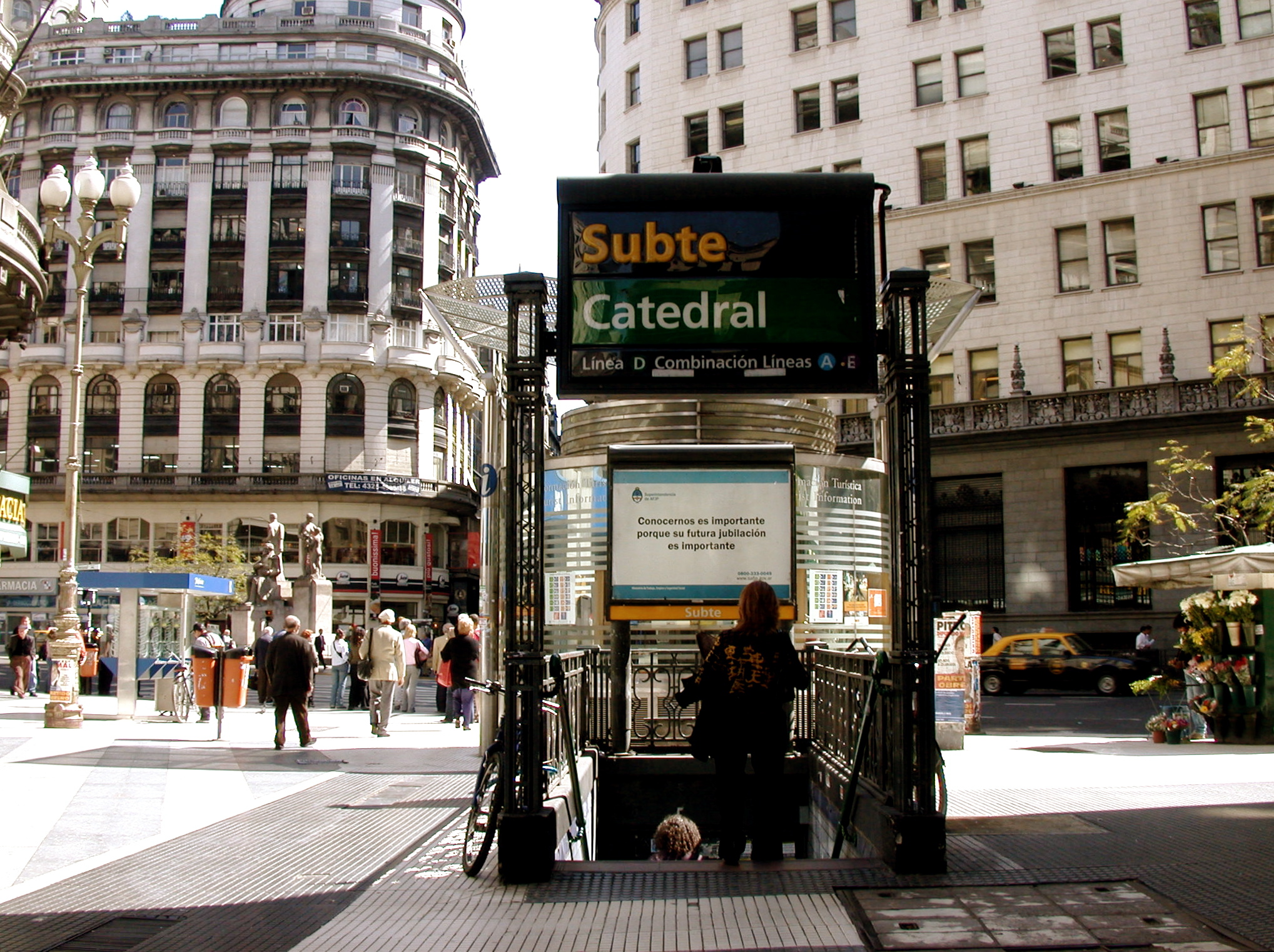
Acceso sobre peatonal Florida y Diagonal Norte en 2005.
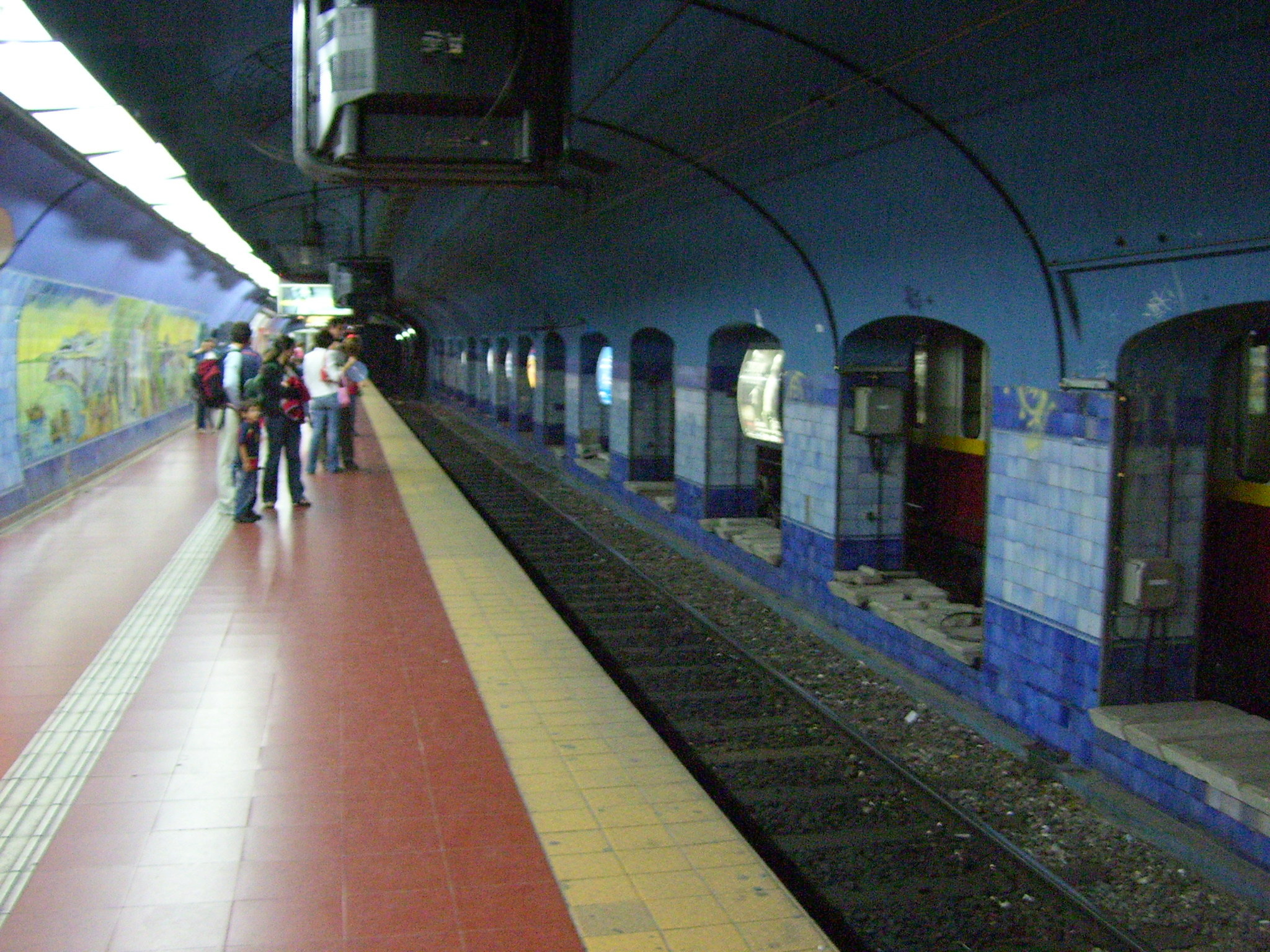
Andén hacia Congreso de Tucumán en 2007.
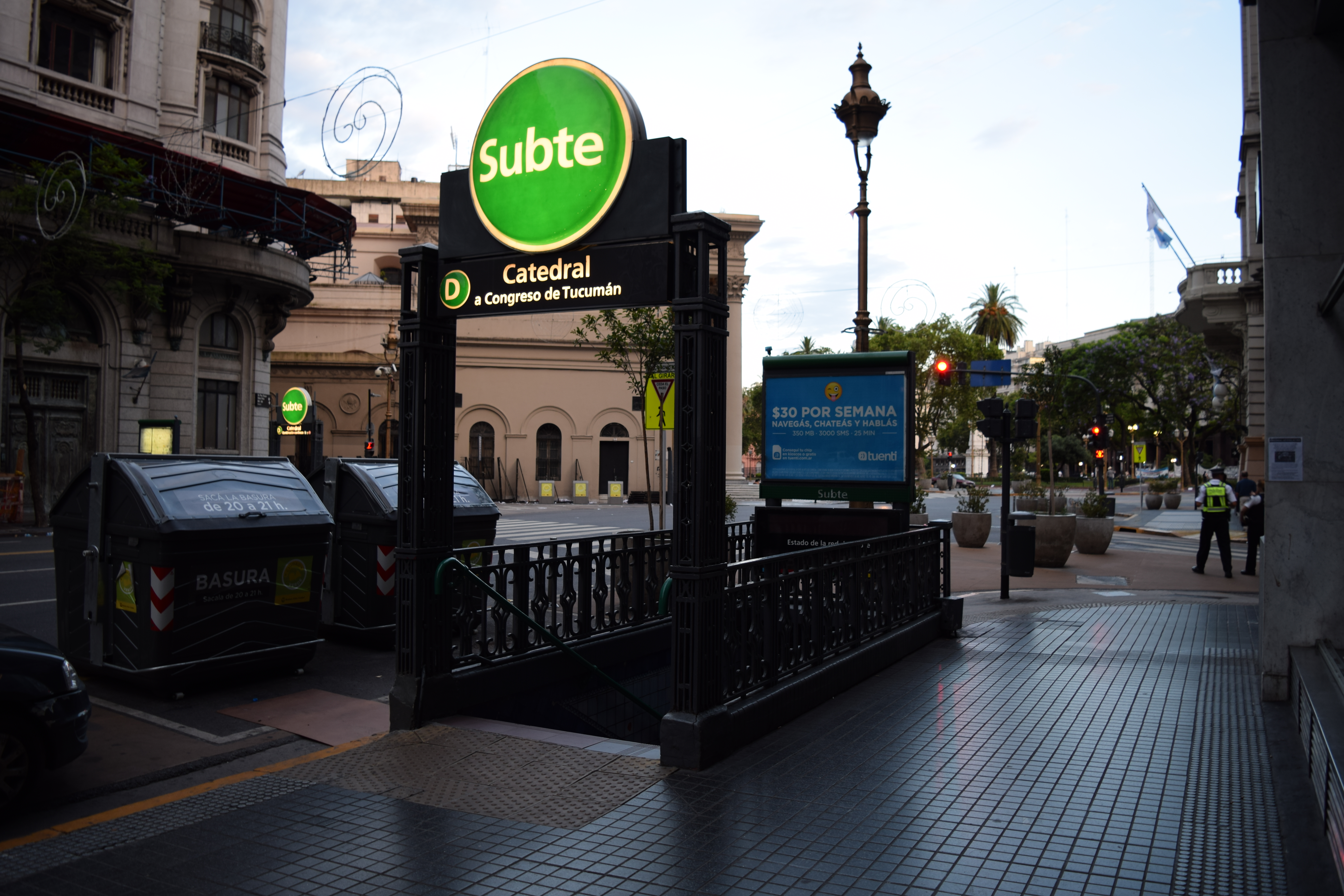
Acceso sobre Diagonal Norte y Rivadavia en 2015.
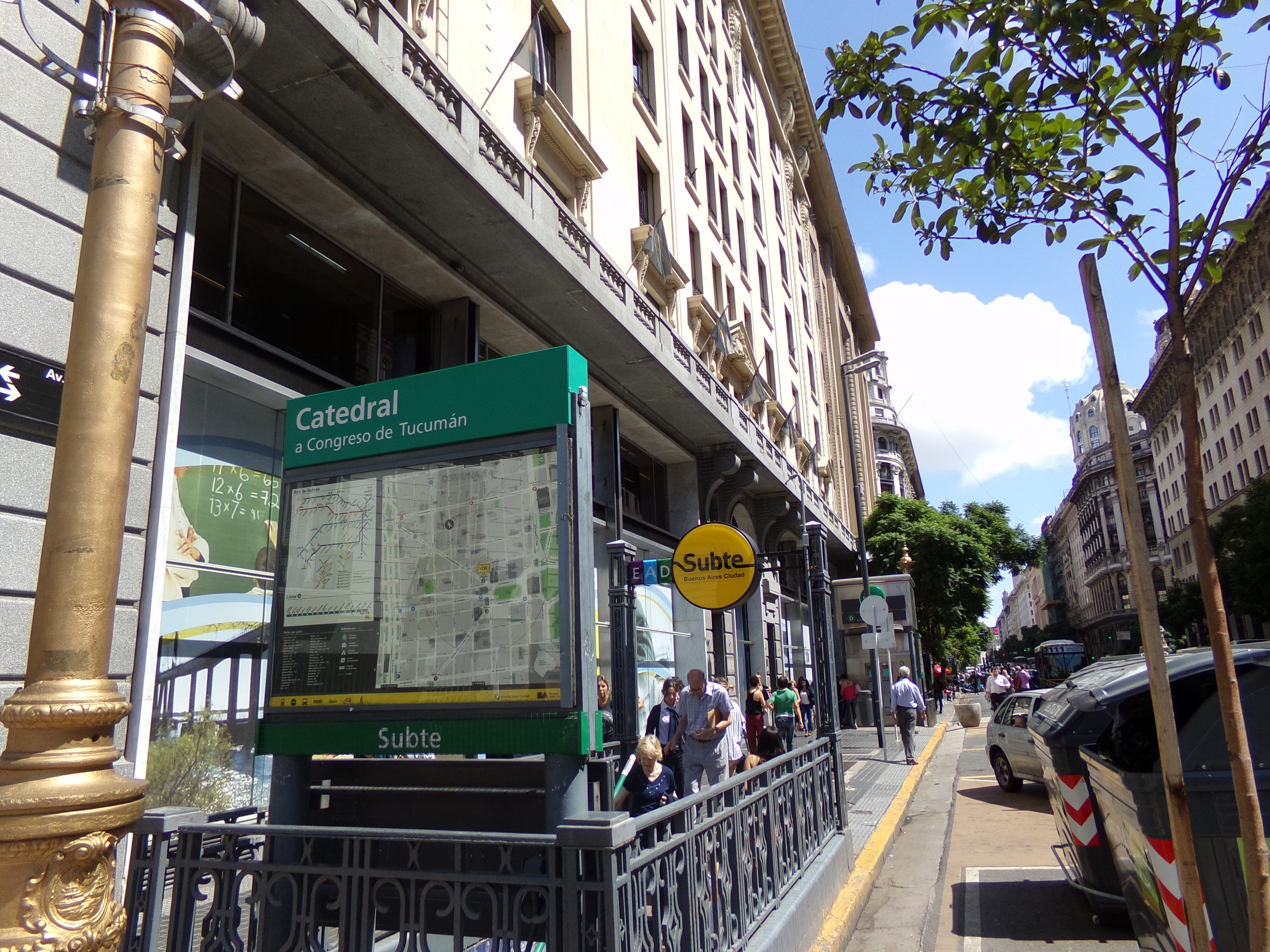
El mismo acceso anterior, con nueva señalética en 2016.